# Bertil Svahnström
Bertil Gustav Salomon Svahnström (* 18. August 1907 in Byarum, Jönköpings län; † 16. Juli 1972 in Stockholm) war ein schwedischer Journalist, Autor und eine Persönlichkeit der schwedischen und internationalen Friedensbewegung.

## Leben
Nach seinem Schulabschluss studierte Svahnström an der Berliner Universität (1931–1933). Zwischen 1928 und 1936 war er Mitarbeiter der schwedischen Nachrichtenagentur Tidningarnas Telegrambyrå, anschließend Korrespondent verschiedener schwedischer Zeitungen in Deutschland, unter anderem für Svenska Dagbladet und Stockholms-Tidningen.
Seit 1959 war er Mitarbeiter der pazifistischen Zeitschrift Freden (dt. „Der Frieden“). Er gehörte 1961 zu den Gründern der Organisation Kampanjen mot atomvapen (KMA; Kampagne gegen Atomwaffen) und war deren erster Vorsitzender. Im Juli 1967 war er einer der Organisatoren der Stockholmer Weltkonferenz über Vietnam. 1970 war er Mitglied der Internationalen Kommission zur Untersuchung der US-amerikanischen Kriegsverbrechen in Vietnam.
1970 wurde er mit dem Internationalen Lenin-Friedenspreis ausgezeichnet.

## Werke
- Hakkorsets tidevarv (Periode des Hakenkreuzes). Stockholm 1944.
- Europa mellan öst och väst (Europa zwischen Ost und West). Stockholm 1948.
- Skall mänskligheten överleva? (Wird die Menschlichkeit überleben?). Stockholm 1958.
- Atomvapenfrågan i Sverige (Die Atomwaffenfrage in Schweden). Stockholm 1962.
- Ett kärnvapenfritt Norden (Ein kernwaffenfreies Nordeuropa). Stockholm 1963.
- Det elektroniska kriget (Der elektronische Krieg). Stockholm 1972.